# Evangelische Pfarrkirche Lutzmannsburg

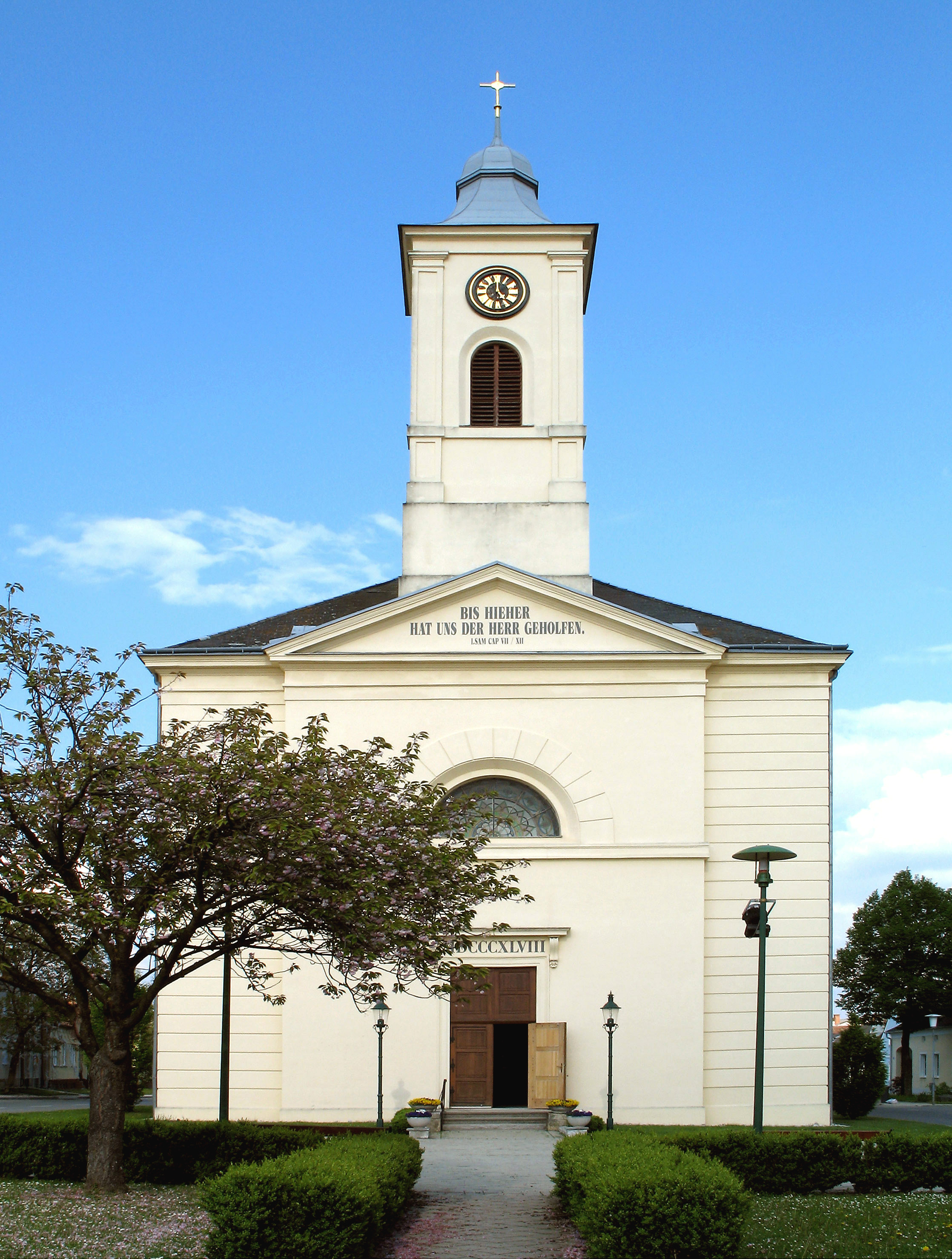
Evangelische Pfarrkirche in Lutzmannsburg

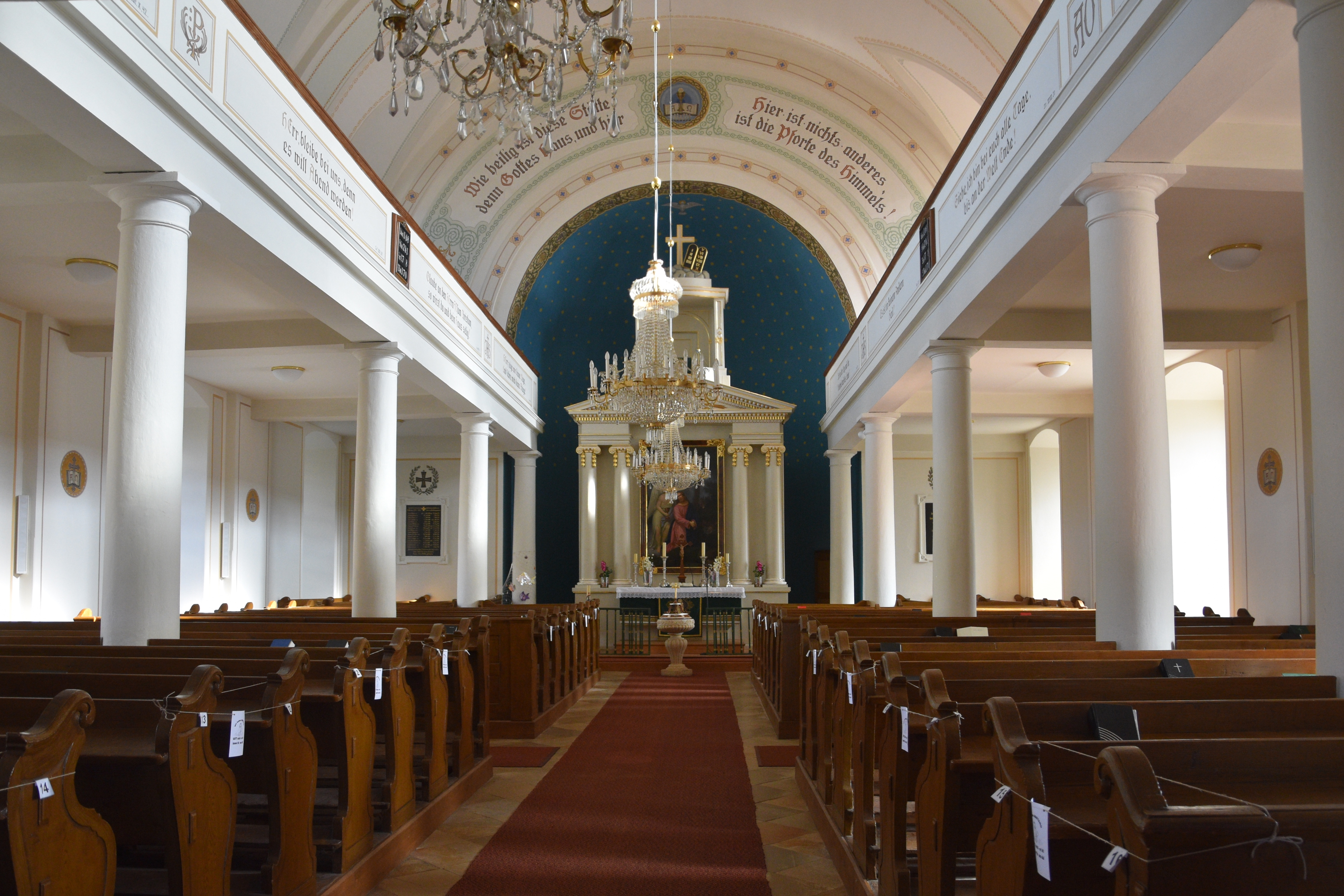
Innenansicht der Pfarrkirche

Die evangelisch-lutherische Pfarrkirche Lutzmannsburg A. B. steht auf dem Anger in der Marktgemeinde Lutzmannsburg im Bezirk Oberpullendorf im Burgenland. Die Pfarrkirche gehört zur Superintendentur A. B. Burgenland und steht unter Denkmalschutz.

## Geschichte
Die Vorgängerkirche wurde 1784 erbaut. Von 1846 bis 1848 erfolgte ein Neubau.

## Architektur
Der lichte klassizistische Kirchenbau mit einem Giebelrisalit wurde über dem Portal mit 1848 bezeichnet. Die eingezogene Apsis ist flach gerundet. Der schmächtige Fassadenturm trägt einen Spitzhelm.
Das vierjochige Langhaus hat eine Flachdecke und Pilaster. Die an drei Seiten umlaufende Empore steht auf toskanischen Säulen.